# Communauté rurale de Sakal
La communauté rurale de Sakal est une communauté rurale du Sénégal située au nord-ouest du pays. 
Elle fait partie de l'arrondissement de Sakal, du département de Louga et de la région de Louga.